# 巴伦西亚现代艺术学院
巴伦西亚现代艺术学院 是一所位在西班牙瓦倫西亞的博物馆，旨在蒐藏和研究瓦倫西亞相關的现代艺术。
瓦倫西亞政府创建1989年。截至2014年為止，該館已有10000件典藏。